# Vizcondado de Arberoa
El vizcondado de Arberoa es un título nobiliario español creado el 1 de junio de 1455, en el Reino de Navarra, por el príncipe Carlos de Viana a favor de Juan de Beaumont, gran prior de la Orden de San Juan de Jerusalén en este reino.
Su denominación hace referencia al Valle de Arberoa que perteneció durante siglos al Reino de Navarra y que actualmente forma parte del País Vasco francés, dentro del departamento de Pirineos Atlánticos en Francia.

## Vizcondes de Arberoa
|                              | Titular                                                  | Periodo                      |
| Creación por Carlos de Viana | Creación por Carlos de Viana                             | Creación por Carlos de Viana |
| ---------------------------- | -------------------------------------------------------- | ---------------------------- |
| I                            | Juan de Beaumont y Curton                                | 1455-1487                    |
| II                           | Martín Beaumont y Erviti                                 | 1487-1522                    |
| III                          | Tristán de Beaumont y Artieda                            | 1522-1527                    |
| IV                           | Francisco de Beaumont y Beaumont                         | 1527-1547                    |
| V                            | Martina de Beaumont y Beaumont                           | 1547-1602                    |
| VI                           | Martín de Arizcun y Beaumont                             | 1602-1621                    |
| VII                          | Juan de Arizcun y Beaumont y Álava                       | 1621-1673                    |
| VIII                         | Juan de Arizcun y Aybar                                  | 1673-1699                    |
| IX                           | Francisco Joaquín de Arizcun e Ibero                     | 1699-1753                    |
| X                            | José Francisco de Arizcun y Ezpeleta                     | 1753-1799                    |
| XI                           | María del Pilar de Salcedo Arizcun y Beaumont            | 1799-1806                    |
| XII                          | María Dolores González de Castejón y Salcedo             | 1806-1825                    |
| XIII                         | Pedro Manuel González de Castejón y González de Castejón | 1825-1878                    |
| XIV                          | Francisco Javier González de Castejón y Elío             | 1915-1916                    |
| XV                           | Francisco Javier Gónzalez de Castejón y Entrala          | 1916-1936                    |
| XVI                          | Francisco Javier González de Castejón y Jaraquemada      | 1936-1959                    |
| XVII                         | Francisco Javier González de Castejón y Larrañaga        | 1959-actual titular          |

## Historia de los vizcondes de Arberoa
- Juan de Beaumont y Curton, I vizconde de Arberoa. Le sucedió su hijo:

- Martín de Beaumont de Navarra, II vizconde de Arberoa, I barón de Beorlegui. Le sucedió su hijo:

- Tristán de Beaumont de Navarra, III vizconde de Arberoa, II barón de Beorlegui. Le sucedió su hijo:

- Francisco de Beaumont de Navarra, IV vizconde de Arberoa, III barón de Beorlegui.

1. Casó con Leonor de Braumont de Navarra y Artieda, señora de Santa Clara y Castejón. Le sucedió su hija:

- Martina de Beaumont de Navarra (1546-1602), V vizcondesa de Arberoa, IV baronesa de Beorlegui.

1. Casó con Pedro de Arizcun y Ursúa, señor de Aizcún. Le sucedió su hijo:

- Martín de Arizcun y Beaumont de Navarra (1571-1621), VI vizconde de Arberoa, V barón de Beorlegui.

1. Casó con Luisa de Álava-Santamaría y Elío.

Rehabilitado en 1915 por:
- Francisco Javier González de Castejón y Elío, XIV vizconde de Arberoa, XIV barón de Beorlegui, VIII marqués del Vadillo.

1. Casó con María Ignacia Entrala y Lannoy. Le sucedió, en 1915, por cesión, su hijo:

- Francisco Javier González de Castejón y Entrala (.-1936), XV vizconde de Arberoa. Le sucedió su sobrino:

- Francisco Javier González de Castejón y Jaraquemada, XVI vizconde de Arberoa, X marqués del Vadillo.

1. Casó con María Luisa Larrañaga y Badía. Le sucedió, por cesión, su hijo:

- Francisco Javier González de Castejón y Larrañaga, XVII vizconde de Arberoa, XII marqués del Vadillo.

1. Casó con María José Trullols Gil-Delgado.
2. Casó con Rosa María García-Santamarina Nagore.